# X–6
A Convair X–6 atommeghajtású kísérleti repülőgép, amely szinte korlátlan hatótávolsággal rendelkezett volna, emellett hetekig járőrözhetett volna a levegőben, ha a megépítése során fellépő problémákat le tudták volna küzdeni. A programot elsősorban az atomfegyvereket hordozó nehézbombázók védettebbé tételének céljából indították, ezek a repülőgépek a repülőtereiken állomásozva ki voltak téve az ellenséges atomcsapásnak, a levegőben hosszú ideig járőrözve viszont gyakorlatilag sebezhetetlenek lettek volna. A programban két B–36 Peacemaker nehézbombázó átalakítását tervezték, az első repülőgép el is készült, ennek neve NB–36H NTA (Nuclear Test Aircraft, azaz Nukleáris Tesztgép) volt, ez egy 3 megawatt teljesítményű atomreaktort hordozott bombaterében, ezt repülés közben üzemeltették, de az így keletkezett hőt nem használták fel a repülőgép meghajtásában. A második repülőgép lett volna az X–6, de a programot 1961-ben befejezték, ez a gép nem épült meg.

## Hasonló repülőgépek
- Tu–119 (Tu–95LAL)